# Late Shift
Late Shift, mit vollem Namen Late Shift – Your Decisions are You, ist ein interaktiver Film, der 2016 vom Schweizer Unternehmen CtrlMovie entwickelt wurde. In der Rolle des Protagonisten „Matt“ muss der Spieler Entscheidungen treffen, die im weiteren Verlauf des Films Konsequenzen haben könnten. Late Shift feierte am 9. März 2016 im Kino Riff Raff in Zürich Weltpremiere. Einen Tag später wurde der Film als App im App Store zum Download veröffentlicht. Am 18. April 2017 wurde Late Shift dann auch für Windows, Mac OS X, PlayStation 4 und Xbox One veröffentlicht. Am 26. April 2018 wurde das Spiel für Nintendo Switch veröffentlicht.

## Handlung und Spielablauf
In London verdient sich der analytisch denkende Student Matt mit dem Parken von luxuriösen Automobilen etwas Geld dazu. Als er eines Nachts seine Spätschicht im Parkhaus startet, wird er von einem verletzten Kriminellen mit einer Schusswaffe bedroht. Dieser zwingt den Studenten ihn an einen Treffpunkt mit anderen Räubern zu fahren. Die Gruppe Krimineller wurde beauftragt in einem Auktionshaus eine antike chinesische Reisschüssel zu stehlen. Matt wird gezwungenermaßen Teil des Diebstahls.
Allerdings hat der Spieler durch Entscheidungen die Möglichkeit, den Raub zu verhindern oder mitzuspielen. Im Laufe der Handlung wird Matt immer weiter in die kriminellen Machenschaften hineingezogen. Ein mächtiger chinesischer Familienclan, die „Tchois“, beansprucht die Antiquität für sich, sie machen auch vor menschlichen Opfern nicht Halt. Der Spieler hat die Aufgabe sich, und je nach Entscheidung eine Komplizin, vor der Verfolgung der Tchois zu bewahren und der Polizei zu entkommen.
Es gibt sieben verschiedene Enden des Films, je nachdem wie der Spieler sich entscheidet mit einem guten oder schlechten Ausgang für Matt. Dazu kann der Spieler bis zu 14 Hauptkapitel erforschen.

## Entwicklung
Late Shift wurde als schweizerisch-englische Ko-Produktion von CtrlMovie mit Late Shift Production UK Ltd. &Söhne in London mit vorwiegend englischen Schauspielern gedreht – die japanische Schauspielerin Haruka Abe spielt eine Hauptrolle, der Schweizer Schauspieler Joel Basman eine Nebenrolle. Auch SRG SSR sowie das Unternehmen SRF waren an der Produktion beteiligt.
Das Budget für Late Shift – noch dazu mit sieben verschiedenen Enden – sei relativ gering ausgefallen: Eineinhalb Millionen Franken hat CtrlMovie in die Produktion investiert, umgerechnet etwa 1,37 Millionen Euro.

## Rezeption

### Rezensionen
Von der Fachpresse erhielt das Spiel gemischte, wenn auch hauptsächlich positive Wertungen. Auf Metacritic erzielte das Spiel einen Metascore von 80/100 Punkten und eine User-Bewertung von 6.8/10.
Gelobt wurden die filmische Umsetzung und die schauspielerische Leistung der Darsteller. Kritisiert wurde, dass bei ca. 180 Entscheidungspunkten nur sieben Enden zustande kämen. Dafür wurde allerdings auch Verständnis geäußert, da für jede Szene hochwertiges Filmmaterial verwendet wurde.

### Auszeichnungen
Bei den Best Mobile App Awards May 2016 wurde Late Shift in der Kategorie „Best Mobile App Interface“ ausgezeichnet.
Zudem wurde Late Shift für die 13. International Mobile Gaming Awards sowie die Unity Awards 2017 nominiert.
Late Shift ist neben Beyond: Two Souls und L.A. Noire eines der wenigen Computerspiele, das auf einem Filmfestival vorgestellt wurde. Late Shift wurde im Mai 2016 bei den Internationalen Filmfestspielen von Cannes gezeigt.